# Villon (Yonne)
Villon é uma comuna francesa na região administrativa de Borgonha-Franco-Condado, no departamento de Yonne. Estende-se por uma área de 9,42 km². Em 2010 a comuna tinha 111 habitantes (densidade: 11,8 hab./km²).